# Cratere Qiu Ying
Qiu Ying  è un cratere sulla superficie di Mercurio.